# Luchthaven Melilla
Luchthaven Melilla (IATA: MLN, ICAO: GEML), (Spaans:  Aeropuerto de Melilla) is een luchthaven gelegen 3 km ten zuidwesten van de stad Melilla, een Spaanse exclave, aan de kust van Marokko.

## Geschiedenis
De luchthaven werd op 31 juli 1969 ingehuldigd door de minister van Luchtvaart, José Lacalle Larraga, om Tauima Airport permanent te vervangen.

## Luchtvaartmaatschappijen en bestemmingen
| Luchtvaartmaatschappijen | Bestemming |
| ------------------------ | --- |
| Iberia Regionaal         | Madrid, Barcelona, Sevilla, Almeria, Malaga, Granada. Seizoensgebonden: Palma de Mallorca, Gran Canaria, Santiago de Compostella. |

## Passagiersaantallen en aantal vliegtuigbewegingen
Vanwege een beveiligingsprobleem met de MediaWiki Graph-software is het momenteel niet mogelijk deze grafiek weer te geven. Zodra de software is bijgewerkt zal de grafiek vanzelf weer zichtbaar worden.
| Jaar                       | Passagiers | Vliegtuigbewegingen | Vracht (Ton) |
| -------------------------- | ---------- | ------------------- | ------------ |
| 2000                       | 263.751    | 8.916               | 650          |
| 2001                       | 229.806    | 8.707               | 587          |
| 2002                       | 211.966    | 8.013               | 546          |
| 2003                       | 223.437    | 9.017               | 479          |
| 2004                       | 245.102    | 9.098               | 387          |
| 2005                       | 271.589    | 9.296               | 323          |
| 2006                       | 313.543    | 10.696              | 431          |
| 2007                       | 339.244    | 11.146              | 434          |
| 2008                       | 314.643    | 10.959              | 386          |
| 2009                       | 293.695    | 9.245               | 350          |
| 2010                       | 292.608    | 8.935               | 340          |
| 2011                       | 286.701    | 9.119               | 265          |
| 2012                       | 315.850    | 9.922               | 235          |
| 2013                       | 289.551    | 7.893               | 164          |
| 2014                       | 319.603    | 8.873               | 136          |
| 2015                       | 317.806    | 8.409               | 136          |
| 2016                       | 330.116    | 8.535               | 141          |
| 2017                       | 324.366    | 7.956               | 134          |
| 2018                       | 348.121    | 8.085               | 127          |
| 2019                       | 434.660    | 9.768               | 134          |
| 2020                       | 195.636    | 5.158               | 32           |
| 2021                       | 332.446    | 7.828               | 9            |
| 2022                       | 447.450    | 9.772               | 22           |
| 2023                       | 501.069    | 10.755              | 25           |
| Bronnen: Aena-statistieken |            |                     |              |